# Семёнов, Владимир Константинович
Владимир Константинович Семёнов (род. 15 октября 1937 года, Астрахань) — советский и российский музыкант и композитор. Один из основателей группы «Цветы». Автор популярных песен «Звёздочка моя ясная», «Больше жизни» и др. Автор многих современных аранжировок. Песни Владимира Семёнова исполняли известные музыкальные коллективы: ВИА «Коробейники», ВИА «От Сердца к Сердцу», ВИА «Веселые ребята», ВИА «Самоцветы», ВИА «Синяя птица», ВИА «Цветы», ВИА «Верасы», ВИА «Лейся Песня», ВИА «Пламя», ВИА «Фестиваль». А также, в разные годы, были в репертуаре популярных певцов-солистов: Галины Ненашевой, Льва Лещенко, Нины Коста, Алексея Глызина, Кати Суржиковой, Павла Смеяна, Татьяны Овсиенко, Валерия Белянина.

## Биография
Владимир Константинович родился 15 октября 1937 года в Астрахани. В 1944—1951 годах учился в семилетней школе, с 1951 года — в техникуме по специальности техник-механик строительных машин. В техникуме участвовал в художественной самодеятельности, увлекался игрой на гитаре.
В середине 1955 года Семенов с друзьями создал первый ансамбль. Выступали на студенческих вечерах, на танцах, исполняли различные произведения — от буги-вуги до песен советских композиторов. В 1956 году получили приглашение в астраханский ансамбль песни и пляски «Моряна». В 1957 году во время гастролей на Дальнем Востоке остались работать в Хабаровске, в джаз-оркестре Синайского.
В 1958 году Владимир Семёнов женится и в дальнейшем работает вместе с женой в астраханской филармонии.
В 1964 году Семёнов получил приглашение в тульскую филармонию, в джаз-оркестр под управлением Анатолия Кролла. А через два года, в 1966 году, Владимир и Галия Семёновы работают в Саратовской филармонии, в театре миниатюр Льва Горелика.
После записи нескольких песен в исполнении Галии на радио, она получила приглашение в Московский мюзик-холл. Позже в мюзик-холле был создан вокально-инструментальный ансамбль «Коробейники». Солисткой ансамбля стала Галия Семёнова. Владимир Семёнов и его брат Вячеслав были гитаристами ансамбля. В этот период Владимир Семёнов знакомится с пианистом Сергеем Дьячковым. Знакомство двух талантливых музыкантов переходит в дружеские и творческие отношения на долгие годы. Оба музыканта сочиняют музыку, делают аранжировки.
В 1974 году на Всесоюзной фирме грамзаписи «Мелодия» выходит грампластинка ВИА «Коробейники», где записана песня Владимира Семёнова «Дай ответ» на слова Д. Галинского.
В 1971 году Сергей Дьячков приглашает Владимира Семёнова принять участие в подготовке и записи двух пластинок и знакомит его со Стасом Наминым и Александром Лосевым. Стас Намин взялся за организацию записи на фирме «Мелодия». На тот момент, у Семенова были написаны, но не реализованы песни «Звёздочка моя ясная» на стихи Ольги Фокиной и «Больше жизни» на стихи Л.Дербенева. Для подготовки и записи первых двух пластинок был создан коллектив, состоящий из Стаса Намина (электрогитара), Александра Лосева (вокал, бас-гитара), Владимира Семёнова (акустическая гитара), Сергея Дьячкова (пианино), Юрия Фокина (барабаны), который в дальнейшем стал известен под названием «Цветы».
В 1973—1974 годах на Всесоюзной фирме грамзаписи «Мелодия» были выпущены две пластинки, аранжировку этих песен делают два друга Сергей Дьячков и Владимир Семёнов. Каждая пластинка вышла 7000000 тиражом. Песни В.Семёнова — «Звёздочка моя ясная» и «Больше жизни» становятся хитами. Благодаря творческому союзу двух профессиональных музыкантов, композиторов, авторов песен В.Семёнова и С.Дьячкова, солиста Александра Лосева и организаторских способностей Стаса Намина обе пластинки приобрели неслыханную популярность. Вместе с популярностью песен стало известным название — «ЦВЕТЫ», ансамбля исполнивших эти песни.
Владимир Семёнов вспоминает: «Может, сейчас это выглядит новаторски, но тогда мы это делали от души. Просто делали от души, не обращая внимания ни на какие цензуры. Делали, как нам хочется». Сергей Дьячков вспоминал: «Сели с Володей, что-то писали, старались. Вроде получилось. Хотя половина из того, что мы написали в партитурах, на записи не слышно. Во-первых, аппаратуры тогда не было такой хорошей, как сейчас, а во-вторых, не всё сыграли. Время для записи было ограничено».
В 1975 году после увольнения из филармонии и ухода из «Цветов» Стаса Намина, Александра Слизунова и Константина Никольского в течение полугода Владимир Семенов руководил «Цветами». Вскоре Владимир Семенов и Сергей Дьячков покинули «Цветы», так как концертная деятельность им не нравилась.
После сотрудничества с «Цветами» Владимир Семенов сотрудничает с ВИА «Синяя птица». Одного из руководителей Михаила Болотного он знал ещё по совместной работе в «Коробейниках». Михаил и Роберт Болотные привезли ансамбль ВИА «Синяя птица» на конкурс «Алло, мы ищем таланты!». Владимир Семенов написал для этого конкурса песню «Цветы на дорогах войны». Песня была записана, но в конкурсе не прозвучала. В дальнейшем Семенов написал много песен для «Синей птицы», делал аранжировки, периодически выезжал с ансамблем на гастроли в качестве гитариста, помогал в записи гитарных партий на пластинках.
В 1976 году выходит авторский диск композитора Владимира Семёнова. Все его песни исполняют ансамбли: ВИА «Синяя Птица» — «Золотая весна» на слова Л.Федина, ВИА «Коробейники» — «Роща кудрявая» на слова Д. Усманова, ВИА «От сердца к сердцу» — «Белая берёза» на слова Л.Федина и «Край мой родной» на слова В.Дюнина.
В 1979 году Владимир Семенов написал несколько песен для ВИА «От сердца к сердцу» под руководством Константина Шмидта. Песни исполнили молодые начинающие солисты ансамбля Алексей Глызин («Белая береза», «Все зависит от тебя», «Ты так и знай») и Нина Коста («Не возвращайся», «Нагадайте листья»). В 1980—х годах Владимир Семенов участвует в организации фондовых концертов, сотрудничает с различными артистами и ансамблями.
1990—е годы стали тяжёлыми для Владимира Константиновича. Он как и многие другие музыканты и композиторы оказался не у дел. С 1997 года — российский пенсионер.
В 2003 году после тяжёлой болезни умерла жена — певица Галия Семенова. В 2005 году умирает единственная дочь Владимира Семенова.
В 2005 году вышел авторский компакт — диск композитора Владимира Семёнова под названием «Звёздочка моя ясная». В настоящее время Владимир Константинович продолжает заниматься творчеством. С его новыми песнями можно ознакомиться на сайте «Васильевский остров».

## Творчество Владимира Семёнова
| №  | Наименование песни        | Авторы текста                   | Исполнители              |
| 1  | Анна                      | Дюнин Виктор Николаевич         | Валерий Ободзинский      |
| 2  | Апрель-начало мая         | Резник Илья Рахмиэлевич         |                          |
| 3  | Ах любовь любовь          | Гальперин Яков Овсеевич         |                          |
| 4  | Ах реченька               | Айвазян Галина Николаевна       |                          |
| 5  | Белая береза              | Семёнов Владимир Константинович | ВИА «Верасы»             |
| 6  | Больше жизни              | Дербенев Леонид Петрович        | ВИА «Цветы»              |
| 7  | В поздний час             | Фельдман Леонид Михайлович      |                          |
| 8  | Военные цветы             | Островой Сергей Григорьевич     |                          |
| 9  | Время вперёд              | Дюнин Виктор Николаевич         | ВИА «Лейся Песня»        |
| 10 | Все зависит от тебя       | Дюнин Виктор Николаевич         | ВИА «От Сердца к Сердцу» |
| 11 | Все просто                | Дюнин Виктор Николаевич         |                          |
| 12 | Где ты                    | Фельдман Леонид Михайлович      |                          |
| 13 | Давай попробуем вернуться | Дербенев Андрей Дмитриевич      |                          |
| 14 | Дай ответ                 | Галинский Давыд Абрамович       | ВИА «Коробейники»        |
| 15 | Желанная                  | Дюнин Виктор Николаевич         | С. Дьячков               |
| 16 | Замерзает река            | Дюнин Виктор Николаевич         |                          |
| 17 | Звёздочка моя ясная       | Фокина Ольга Александровна      | ВИА «Цветы»              |
| 18 | Золотая весна             | Фельдман Леонид Михайлович      | ВИА «Синяя птица»        |
| 19 | И пусть                   | Дюнин Виктор Николаевич         |                          |
| 20 | Квартиранты               | Давид Усманов                   |                          |
| 21 | Край мой родимый          | Дюнин Виктор Николаевич         | ВИА «Синяя птица»        |
| 22 | Красные маки              | Дюнин Виктор Николаевич         | Группа Стаса Намина      |
| 23 | Кроха                     | Айвазян Галина Николаевна       |                          |
| 24 | Лада                      | Прокофьев Александр Андреевич   |                          |
| 25 | Лада                      | Галинский Давыд Абрамович       |                          |
| 26 | Лето                      | С. Алиханова                    |                          |
| 27 | Любишь не любишь          | Галинский Давыд Абрамович       |                          |
| 28 | Милый ты мой              | Фокина Ольга Александровна      |                          |
| 29 | Мог ли я подумать         | Дербенев Леонид Петрович        |                          |
| 30 | Модница Настасья          | Айвазян Галина Николаевна       |                          |
| 31 | На свою беду              | Шумаков Николай Федорович       |                          |
| 32 | Нагадайте                 | Дюнин Виктор Николаевич         |                          |
| 33 | Нагадайте листья          | Дюнин Виктор Николаевич         | Нина Коста               |
| 34 | Найду тебя                | Дюнин Виктор Николаевич         |                          |
| 35 | Не возвращайся            | Резник Илья Рахмиэлевич         | ВИА «От Сердца к Сердцу» |
| 36 | Не стоит обольщаться      | Рябинин Михаил Иосифович        |                          |
| 37 | Неужели                   | Шумаков Николай Федорович       | ВИА «Синяя птица»        |
| 38 | Никогда                   | Дербенев Леонид Петрович        |                          |
| 39 | Ничего ты не знаешь       | Дербенев Леонид Петрович        |                          |
| 40 | Обида                     | Айвазян Галина Николаевна       |                          |
| 41 | Обманутая тень            | Фельдман Леонид Михайлович      |                          |
| 42 | Падать не падать          | Леонидов Павел Леонидович       |                          |
| 43 | Первая радуга             | Леонидов Павел Леонидович       |                          |
| 44 | Первый день без тебя      | Дербенев Леонид Петрович        |                          |
| 45 | Письмо                    | Дюнин Виктор Николаевич         |                          |
| 46 | Плен                      | Дюнин Виктор Николаевич         |                          |
| 47 | Полдороги                 | Гальперин Яков Овсеевич         | ВИА «Синяя птица»        |
| 48 | Последнее письмо          | Дюнин Виктор Николаевич         | ВИА «Синяя птица»        |
| 49 | Принц и нищий             | Дюнин Виктор Николаевич         | ВИА «От Сердца к Сердцу» |
| 50 | Припомним былое           | Гальперин Яков Овсеевич         |                          |
| 51 | Родная сторонушка         | Шумаков Николай Федорович       |                          |
| 52 | Роща кудрявая             | Галинский Давыд Абрамович       | ВИА «Коробейники»        |
| 53 | С Московской пропиской    | Леонидов Павел Леонидович       |                          |
| 54 | Синий туман твоих глаз    | Гальперин Яков Овсеевич         | ВИА «Синяя птица»        |
| 55 | Скажи                     | Гальперин Яков Овсеевич         |                          |
| 56 | Сон                       | Дюнин Виктор Николаевич         |                          |
| 57 | Старая лента              | Поперечный Анатолий Григорьевич |                          |
| 58 | Танцы                     | Айвазян Галина Николаевна       |                          |
| 59 | Ты оставь                 | Айвазян Галина Николаевна       |                          |
| 60 | Ты сказала прости         | Фельдман Леонид Михайлович      |                          |
| 61 | Ты снова рядом            | Харитонов Владимир Гаврилович   |                          |
| 62 | Ты так и знай             | Дюнин Виктор Николаевич         |                          |
| 63 | Удивительный мальчик      | Дюнин Виктор Николаевич         |                          |
| 64 | Цветок шиповника          | Бернс Роберт                    | ВИА «От Сердца к Сердцу» |
| 65 | Цветы на дорогах войны    | Островой Сергей Григорьевич     | Смеян Павел Евгеньевич   |
|    |                           |                                 |                          |
| 66 | Цветы последние !!!       | Д. Усманов                      | ВИА «Синяя птица»        |
| 67 | Что такое                 | Дюнин Виктор Николаевич         |                          |
| 68 | Чудо из чудес             | Гальперин Яков Овсеевич         |                          |
| 69 | Чудо юдо                  | Дюнин Виктор Николаевич         |                          |
| 70 | Эскалатор                 | Дюнин Виктор Николаевич         |                          |
| 71 | Это пустяки               | Гин Виктор Борисович            |                          |
| 72 | Юлия                      | Фельдман Леонид Михайлович      |                          |
| 73 | Юля                       | Фельдман Леонид Михайлович      | ВИА «Синяя птица»        |